# Ouerdja
Ouerdja (en arabe : ورجة, en tifinagh : ⵡⵔⵊⴰ) aussi orthographié Werja, est un village en Kabylie (Algérie) situé à proximité du village Ait Khelifa et du quartier Tizi El Djamaâ, dans la commune de Abi Yousef (wilaya de Tizi-ouzou).